# بيت الخولان (الرضمة)

تعديل مصدري - تعديل

بيت الخولان محلة تابعة لقرية همدان، التابعة لعزلة كحلان بمديرية الرضمة إحدى مديريات محافظة إب في الجمهورية اليمنية.، بلغ تعداد سكانها 90 حسب تعداد اليمن لعام 2004.